# Felipe Rodríguez (Musiker)
Felipe Rodríguez, OSB, in der Literatur oft auch katalanisch als Felip Rodríguez angesprochen, (* 1. Mai 1760 in Madrid; † 5. Mai 1815 ebenda) war ein spanischer Organist, Komponist und Mönch des Klosters Montserrat.

## Leben und Werk
Rodríguez trat um 1770 in die Escola de Montserrat ein. Hier studierte er bei Anselm Viola und Narcís Casanoves. 1778 trat er dem Benediktinerorden und dem Kloster Montserrat bei und legte seine Profess ab. Später zog er nach Madrid und wurde Organist im Kloster Montserrat de Madrid.
Rodríguez wurde als Organist hoch geschätzt. Einige seiner kompositorischen Schlüsselwerke sind auf uns überkommen, andere Werke von ihm wurden überarbeitet. Rodríguez komponierte hauptsächlich Orgel- und Klaviersonaten, von denen einige stark an den Stil von Joseph Haydn angelehnt sind.